# De las caras de los espejos
 De las caras de los espejos es una película argentina filmada en colores y en Súper 8 dirigida por Pablo César y protagonizada por Jorge Polaco. La misma fue producida en 1983 y nunca fue estrenada comercialmente.
El director Pablo César comenzó a proyectar historietas a los 6 años, a los 10 escribía e imprimía su primer boletín que vendía en el Colegio Champagnat en el que cursaba sus estudios primarios y en kioskos cercanos. En 1975 su hermano mayor le regaló una filmadora que pasó a usar intensamente y dos años después guionaba y realizaba su primer cortometraje de 7 minutos, al que luego siguieron otros.
En 1980 Pablo César fue galardonado con el primer premio de la categoría "Experimental" en el certamen del Ateneo Foto-Cine Rosario por su cortometraje Del génesis, además de obtener la mención al Mejor montaje y Tercer Premio (sin categoría) en el concurso del Círculo de Cineastas Marplatenses y una Mención Especial de UNCIPAR. De las caras de los espejos obtuvo en 1983 el Primer premio de UNICA, la Unión Internacional de Cine Amateur.